# Gahaniini
Gahaniini es una  tribu de coleópteros polífagos crisomeloideos de la familia Cerambycidae. Comprende un solo género Gahania con las siguientes especies.

## Especies
- Gahania brunnea Quentin & Villiers, 1970
- Gahania karooensis Adlbauer, 1998
- Gahania orientalis Quentin & Villiers, 1970
- Gahania simmondsi Distant, 1907
- Gahania thompsoni Quentin & Villiers, 1970